# Ягудина, Сиюм Илязетдиновна
Сиюм Илязетдиновна Ягудина  (1916—1991) — известный советский ученый-агроном в области селекции ягодных культур. Заслуженный агроном Узбекской ССР.

## Биография
Родилась 25 мая 1916 года в Астрахани в семье татарского коммерсанта Ягудина И. Н.
После окончания семилетки переехала к старшей сестре в Туркмению, в г. Чарджуй (Чарджоу). В 1930 году поступила в агрохлопковый техникум, одновременно устроилась на работу агротехником в МТС.
В 1935 году поступает в Ташкентский сельскохозяйственный институт, который успешно оканчивает в 1940 году. После окончания института была распределена на работу в отдел субтропиков Опытной станции (ныне институт) им. Р. Р. Шредера. В этом же году была направлена в аспирантуру сельскохозяйственной академии им. К. А. Тимирязева, однако была отчислена за буржуазное происхождение по доносу дальнего родственника. По возвращении на работу, несмотря на постигшую неудачу, продолжила исследования по изучению ягодных культур и только в 1957 г., собрав большой фактический материал по селекции земляники, защитила кандидатскую диссертацию.
Одновременно занималась изучением других видов ягод — чёрной и золотистой смородины, малины, крыжовника — с целью возможности их выращивания в условиях засушливого Среднеазиатского региона. В 1968 году в институте им Р. Р. Шредера был организован сектор ягодных культур, который она возглавляла до 1976 года.
Скончалась от тяжелой продолжительной болезни в г. Ташкенте 24 октября 1991 года.

## Научная деятельность
Научную работу С. И. Ягудина начала со студенческой скамьи под руководством академика Р. Р. Шредера, который в те годы возглавлял плодово-ягодную опытную станцию (позднее НИИ садоводства и виноградарства им. Р. Р. Шредера) и одновременно был деканом факультета ТашСХИ. Научно-практическая деятельность заключалась в выведении сортов ягод для возделывания в регионах среднеазиатских климатических условий. Автор прогрессивного метода выращивания ягодных культур. Выведенные ею сорта садовой земляники «Память Шредера», «Поздняя сладкая», «Узбекистанская», а также сорта золотой (золотистой) смородины «Плотномясая», «Сладкая», «Узбекистанская крупноплодная» были районированы в Узбекистане и за его пределами.
В 1957 году защитила кандидатскую диссертацию в Московской сельскохозяйственной академии им. К. А. Тимирязева на тему: «Некоторые особенности роста и плодоношения крупноплодной садовой земляники в Ташкентском оазисе». Итогом научной деятельности стала публикация монографии «Смородина», в которой обобщены результаты многолетней работы по селекции, сортоизучению, биологии и агротехнике золотых смородин.
С. И. Ягудина вела большую работу по подготовке садоводов-ягодников массовой квалификации и популяризации знаний среди садоводов-любителей. Является автором научно-популярных книг и брошюр, изданных на русском и узбекском языках.

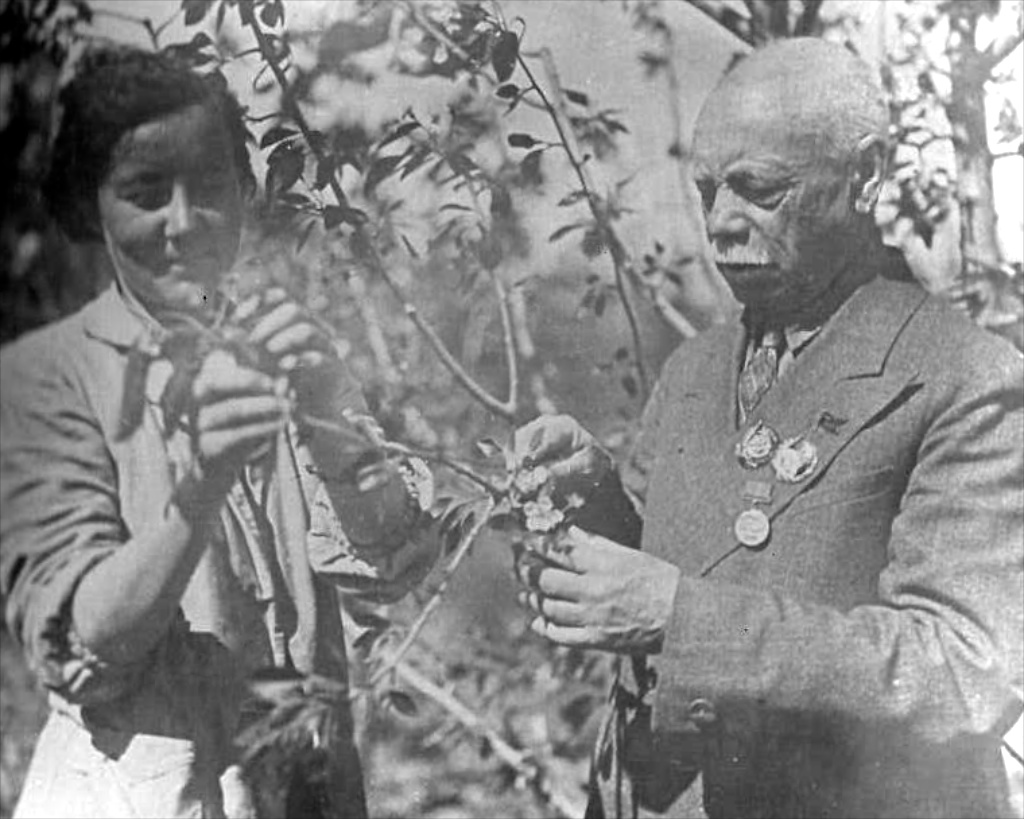
1939 г., С. И. Ягудина с академиком Р. Р. Шредером на практике на плодово-ягодной станции в Ташкенте.

Выведенные С. И. Ягудиной сорта земляники и золотистой смородины неоднократно представлялись на ВСХВ и ВДНХ. За большой вклад в развитие сельского хозяйства страны награждена серебряной медалью ВСХВ (1958 г.), бронзовой медалью ВДНХ (1960 г.), серебряной медалью ВДНХ (1962, 1963 гг.). Дважды награждена Почетной грамотой Верховного Совета Уз ССР. В 1973 году Указом Президиума Верховного Совета Уз ССР ей было присвоено Почетное звание «Заслуженный агроном Узбекской ССР».
Автор более 70 научных работ, 20 сортов земляники и смородины. Благодаря высокой урожайности (до 10 кг с куста) сорта золотистой смородины Плотномясая, Узбекистанская крупноплодная и др. включены в Государственный реестр в Узбекистане,Казахстане, рекомендованы для выращивания в южных регионах России — Краснодарском крае, в Крыму.
В настоящее время в Научно-исследовательском институте садоводства, виноградарства и виноделия имени академика М. Мирзаева (бывш. НИИСВиВ им. Р. Р. Шредера) успешно продолжается работа по выведению новых сортов ягод одним из её учеников, ныне зам. директора, Абдуллаевым Р. М. Отдавая дань памяти своему научному руководителю, им был назван сорт золотистой смородины — Сиюма.

## Труды
Ягудина С. И., Гулямов Х. Г. Земляника, малина, смородина. В кн. «Фрукты Узбекистана», Ташкент, Госиздат УзССР, 1960 г.
Ягудина С. И. Ягодные культуры, Ташкент, Изд-во Узбекистан, 1966.
Ягудина С. И. Ягодники в приусадебном саду, Ташкент, Изд-во ЦК Компартии Узбекистана, 1970.
Мирзаев М. М., Ягудина С. И., Абдуллаев Р. M. Селекция и сортоизучение смородины в Узбекистане. В сб. «Культура чёрной смородины в СССР». М., Изд-во Колос, 1972 г.
Песексидис С. Н., Ягудина С. И. Вопросы питания земляники в Узбекистане; Науч.-исслед. ин-т садоводства, виноградарства и виноделия им. акад. Р. Р. Шредера. — Ташкент : Фан, 1976. — 96 с.